# キリルス・クレーク
キリルス・クレーク（エストニア語: Cyrillus Kreek、1889年12月3日 Võnnu - 1962年3月26日 ハープサル）は、エストニアの作曲家。

## 経歴
1989年、ロシア帝国・ヴォンヌ(Võnnu)で生まれた。サンクトペテルブルク音楽院で音楽教育を受けた後、地元ハープサルで、次いでタリン音楽院で教鞭を執った。郷里であるエストニア西部の民謡を蒐集して録音し、またそれらに和声付けするのに一生を捧げた。
1962年、ハープサルで死去。

## 作曲作品
合唱曲の作者として知られ、エストニア語訳された「死者のためのミサ」に曲付けした《レクィエム ハ短調》（1927年）がとりわけ名高い。4つの《ダヴィデの詩篇》Esti Dal（夕べの歌）はキングズ・シンガーズによって録音されている。